# Чичканов, Валерий Петрович
Вале́рий Петро́вич Чичка́нов (25 июля 1937, Верхотурский район, Свердловская область — 18 сентября 2023) — советский и российский экономист, государственный и общественный деятель, экс-вице-премьер РФ. Доктор экономических наук (1975), профессор (1977), член-корреспондент АН СССР (1981), член-корреспондент РАН (1991), почетный гражданин Туринского района (2009).

## Биография
Окончил школу № 2 в г. Туринске (1954), Свердловский горный институт (1959) и Уральский государственный университет (1965)
С 1959 по 1961 — мастер, начальник смены Центрального рудоуправления треста «Союзасбест» (г. Асбест)
С 1961 по 1967 — младший, старший научный сотрудник НИИПИ горного машиностроения
C 1967 по 1969 — аспирант Свердловского института народного хозяйства, в 1969—1977 годах — ассистент, старший преподаватель, декан и заведующий кафедрой там же
С 1977 по 1979 — заместитель директора по науке Института экономики УНЦ АН СССР (г. Свердловск)
С 1979 по 1986 — директор Института экономических исследований Дальневосточного научного центра Академии наук СССР (г. Хабаровск)

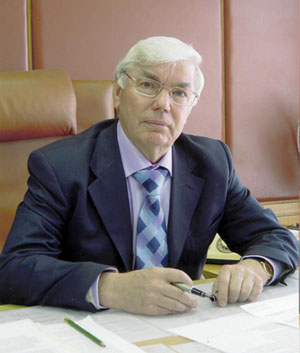

С 1986 по 1990 — директор Института экономики, заместитель председателя Уральского отделения Академии наук СССР
С 1990 по 1991 — заместитель председателя Совета Министров РСФСР (вице-премьер). Курировал экономику регионов, инвестиции, внешнеэкономические связи
С 1991 по 1993 — заместитель министра внешних экономических связей Российской Федерации
С 1992 по 1994 — заместитель председателя комитета по социальному обеспечению военнослужащих при Министерстве Обороны РФ
С 1993 по 1998 — заместитель генерального директора, советник генерального директора Центра Международной Торговли (ранее — АО «Совинцентр»)
C 1998 по 2000 — первый заместитель руководителя Федерального агентства РФ по государственным резервам (Росрезерв)
С 2000 по 2003 — член Экспертного совета при Правительстве РФ
С 2002 по 2008 — член совета директоров Amtel-Vredestein
C 2000 по 2008 — проректор по научной работе Российской академии государственной службы при Президенте РФ
С 2000 по 2010 — председатель Российской ассоциации развития игорного бизнеса
C 2006 по 2014 — советник председателя Счётной палаты Российской Федерации
С 2008 по 2013 — президент ООО «Мой Банк».
С 2010 по 2013 — председатель совета директоров ОАО «Зарубежгеология»
С 2011 по 2013 — член совета директоров издательства «Просвещение»
С 2008 по 2018 — Советник ректора РАНХиГС
С 2017 по 2023 - Советник президента Российской академии наук
Автор более 200 публикаций, в том числе 20 монографий по проблемам организации управления народным хозяйством, региональной экономики и внешнеэкономических связей. Труды изданы в двадцати странах мира, в том числе в США, Японии, Франции, Германии, Китае и др.
Подготовил 24 доктора и 68 кандидатов экономических наук. Участвовал в работе более 100 международных конгрессов и симпозиумов. Выступал в 45 университетах мира по социально-экономическим проблемам России.
Был женат. Два сына.
Скончался 18 сентября 2023 года. Похоронен в Москве на Троекуровском кладбище (участок 34).

## Научная деятельность
- Заместитель председателя Совета по изучению производственных сил
- Научный руководитель Всемирного технологического университета ООН
- Член научно-технического совета Министерства природных ресурсов и экологии РФ

Деятельность в области топливно-энергетического сектора:
- Советник генерального директора «Газпром Энергохолдинга»
- Член коллегии Министерства энергетики Российской Федерации
- Член Экспертного совета Комитета Государственной Думы по энергетике (по вопросам законодательного регулирования деятельности в области нефтяной промышленности)

Деятельность в области юриспруденции, судов и права:
- Председатель Общественного совета при ФССП России
- Председатель Президиума арбитражного третейского суда г. Москвы
- Председатель Президиума Российско-Сингапурского Арбитража
- Президент группы «Объединённые Юристы»

Прочая деятельность:
- Член коллегии Федеральной службы по надзору в сфере транспорта (Ространснадзор)
- Вице-президент Российского союза инженеров
- Член попечительского совета Федерации Комплексных единоборств
- Попечитель Фонда Службы безопасности Президента РФ «Президент»

## Основные работы
- Анализ и прогнозирование экономики региона. М., 1984;
- Экономическая культура. М., 1987;
- Эффективность труда руководителя. М., 1988;
- Дальний Восток: стратегия экономического развития. М.: Экономика, 1988.
- Курс — три «С»: [Самофинансирование, самопланирование, самоуправление]. Свердловск, 1989;
- Глобализация: Pro et Contra. Взгляд из России // Глобализация: многостороннее измерение. М.: Книга и бизнес, 2004;
- Без стратегии развития России реформы неэффективны // Государственная гражданская служба субъектов Российской Федерации: проблемы и опыт реформирования. Материалы Межрегиональной науч.-практич. конф. «Государственная гражданская служба субъектов РФ в системе государственной службы России». Ханты-Мансийск, 16-17 декабря 2003 г. Екатеринбург: ИД «ПироговЪ», 2004;
- Стратегия социально-экономического реформирования в условиях вступления в ВТО // Глобализация: Россия и ВТО. По материалам науч.-практич. конф. М.: Изд-во РАГС, 2005;
- Глобализация: социально-экономический аспект // Глобализация: проблемы международного сотрудничества и решение общечеловеческих задач. Саратов: Поволжская академия государственной службы им. П. А. Столыпина, 2005;
- Энциклопедический словарь «Экономика». М., 2006;
- Национальная идеология России — потребность времени // Национальные интересы. 2006. № 2 (43);
- Национальная идея России и её социальный смысл // Национальные интересы. 2006. № 5 (46);
- Как стать успешным и богатым: чему учит опыт. М., 2006;
- Энциклопедия государственного управления. М., 2007;
- Путь к вершине успеха, карьеры, богатства. М., 2008;
- Путь к успеху. Female edition. 2011 (в соавт. с Е. С. Сапиро);
- Путь к вершине успеха, карьеры, богатства (дополненное издание). М., 2014.

## Награды и звания
Награды:
- Орден Трудового Красного Знамени
- Орден «Знак Почёта»
- Золотой Знак (Болгария)
- медаль им. Киркова (1984, Болгария)
- Золотая медаль Чести (США, 1988)
- медаль им. академика С. И. Вавилова (1989)
- Лауреат специальной премии им. Петра Великого (2002)
- Орден «За заслуги перед Отечеством» IV степени (2007)[4]
- Почётная грамота Президента Российской Федерации (2017)
- Знак отличия «За заслуги перед Свердловской областью» III степени (2018)
- Орден Александра Невского (2022)[5]

Член ряда научных сообществ:
- Член Международного союза экономистов
- Действительный член РАЕН
- член Академии международного бизнеса США